# Навроцький Григорій Миколайович
Навроцький Григорій Миколайович (6 січня  1833, Ромен, Полтавська губернія — 25 грудня 1907, Київ) — державний і громадський діяч, меценат, благодійник, почесний громадянин міста Ромен.  Маршалок шляхетства Роменського повіту та депутат Державної Думи.

## Біографія
Григорій Миколайович Навроцький народився 6 січня 1833 року в Ромні в сім'ї роменського шляхтича. 
1857 закінчив юридичний факультет Харківського університету. 
Григорій Навроцький отримав ступінь кандидата права. 
Громадську діяльність розпочав 1858  в Роменському повіті. 
1885, за клопотанням Думи, обраний почесним громадянином міста Ромен за сприяння у проведенні Ландварово-Роменської залізниці та Роменсько- Кременчуцької колії. Відомо, що Навроцький, коли тільки дійшли відомості про можливість залізничного сполучення між Литвою та Північною Україною, ще наприкінці 1860-х років почав збирати різні статистичні дані, необхідні для складання проекту проведення залізниці саме через Ромен. Він організував місцевий залізничний комітет при управі. За ініціативи Навроцького друкувався журнал залізничного комітету. 1868  отримав від земства 114 крб. на друкування цього видання. Навроцький запросив залізничних інженерів для обстеження і складання проекту будівництва колії від Бахмача до Ромен. За ініціативою Навроцького укладено проєкт проведення залізниці не тільки до Ромна, а й далі на південь, до Кременчука, на що він витрачав і свої власні кошти. 
Саме Навроцький, разом з роменським шляхтичем, штабс-капітаном Максимом Мазаракі, декілька років оббивали пороги високопоставлених чиновників у Петербурзі, і таки зробили все, щоб залізниця не зупинилась на Курсько-Київській лінії (станція Бахмач), а була продовжена до Ромна. Пізніше дякуючи Навроцькому влада звільнила роменців від податку на вантажі, що провозилися через станцію, а отримані гроші йшли на будівництво вокзалу і залізничних служб та прилеглих до станції доріг, переїздів та ін. Протягом п'яти років роменці використовували значні суми на потреби міста. Через деякий час міська дума посилає Навроцького до столиці з клопотанням продовжити залізничну лінію далі на південь — до Кременчука. І він це зробив. На залізничні справи Г. М. Навроцький витратив 20 років життя.

## Громадська діяльність
Обіймав різні посади: був мировим посередником у дільниці Роменського повіту, головою Роменської повітової управи, головою з'їзду мирових суддів Роменського повіту, почесним мировим суддею по Роменській мировій судійській окрузі, до якої входили Роменський, Лохвицький, Гадяцький та Зіньківський повіти, маршалок шляхетства Роменського повіту. У листопаді- грудні 1907 року був депутатом третьої Державної Думи Російської імперії. До того ж Навроцький у різні часи керував училищною радою в земській управі, був головою попечительської ради Роменської жіночої гімназії, головою правління товариства взаємного кредиту, губернським гласним, тощо. У 1860-1870-х роках мав ранг колезького секретаря, у 1880-х — колезького радника, в 1890-х — статського радника. На початку ХХст. Григорій Миколайович був дійсним статським радником.

## Вшанування пам'яті
Зважаючи на заслуги Навроцького перед громадськістю міста Ромни, повітове земське зібрання на засіданні від 17 серпня 1874 року вирішило виділити кошти (біля 3000 крб. щорічно) з земського бюджету для створення стипендії імені Навроцького і Мазаракі, і доручило управі клопотати перед Сенатом щодо заснування стипендії для навчання вихідціві з Роменського повіту в одному з університетів. Була умова, що Навроцький і Мазаракі вибиратимуть стипендіатів. Починаючи з 1880 року щороку виплачували 3300 крб. стипендій уродженцям Роменщини з бідних дворян, студентам Харківського університету. Це все свідчить, що були особливі, виняткові заслуги Навроцького. І. О. Курилов писав про значення подвижництва:
“Міська дума на засіданні 25-го травня 1888 року, крім подяки, вирішила: клопотати про введення в почесні громадяни  міста Ромни  Григорія Навроцького  за те, що  крім нинішніх трудів він  багато дбав про   проведення до Ромнів залізниці від Лібави і мав у цьому успіх,  і що без його сприяння  могло б і не бути в місті залізниці”.
В Роменському краєзнавчому музеї зберігається портрет Григорія Навроцького, написаний у 1901 році олійними фарбами на полотні художником Миколою Павловичем Шаховським.

## Родина
Дружина Навроцького Ольга Парменівна закінчила Одеський інститут благородних дівиць. З 1883року була попечительницею Роменської жіночої гімназії. На свої кошти побудувала і була попечительницею школи садівництва і огородництва в с. Процівка.